# Corynellus cinnabarinus
Corynellus cinnabarinus là một loài bọ cánh cứng trong họ Cerambycidae.